# 巴济耶日
巴济耶日（法語：Baziège，法語發音：[bazjɛʒ]）是法国上加龙省的一个市镇，属于图卢兹区。

## 地理
巴济耶日（43°27'16"N, 1°36'54"E）面积19.72 平方千米，位于法国奧克西塔尼大區上加龙省，该省份为法国西南部内陆省份，西南端与西班牙接壤，自此顺时针与上比利牛斯省、热尔省、塔恩-加龙省、塔恩省、奥德省和阿列日省接壤。
与巴济耶日接壤的市镇（或旧市镇、城区）包括：富尔克沃、艾格维沃、博瓦尔堡、莫尔蒙、孟德斯鸠洛拉盖、蒙日斯卡尔、蒙洛尔、维勒努韦勒。

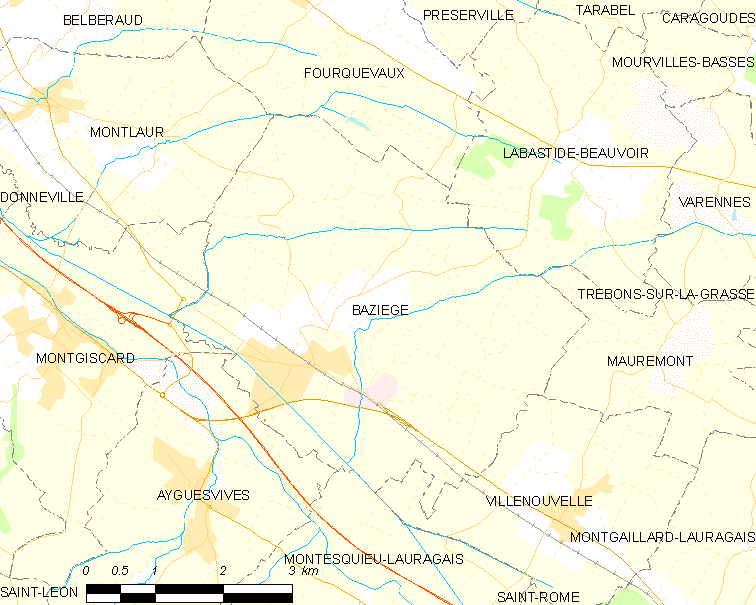
巴济耶日的OSM定位图

巴济耶日的时区为UTC+01:00、UTC+02:00（夏令时）。

## 行政
巴济耶日的邮政编码为31450，INSEE市镇编码为31048。

## 政治
巴济耶日所属的省级选区为埃斯卡尔康斯县。

## 人口

1962-2008年间巴济耶日人口变化图示

巴济耶日于2022年1月1日时的人口数量为3590人。